# Капустная
Капустная — река в России, протекает по Лоухскому району Карелии.
Исток — озеро Варакское. Высота истока — 158,0 м над уровнем моря. У истока пересекает шоссе Лоухи — Пяозерский. Течёт на восток, пересекает железную дорогу Лоухи — Пяозерский, принимает правый приток из озера Люде.
Впадает в озеро Верхнее, соединённое с озером Нижним, которое, в свою очередь, через протоку Вирдасальма связано с озером Кереть. Высота устья — 88,6 м над уровнем моря.
В озеро Верхнее впадает река Боровая.
Согласно ГВР, протока Вирдасальма является частью Капустной, в таком случае её длина составляет 36 км, площадь водосборного бассейна 239 км².

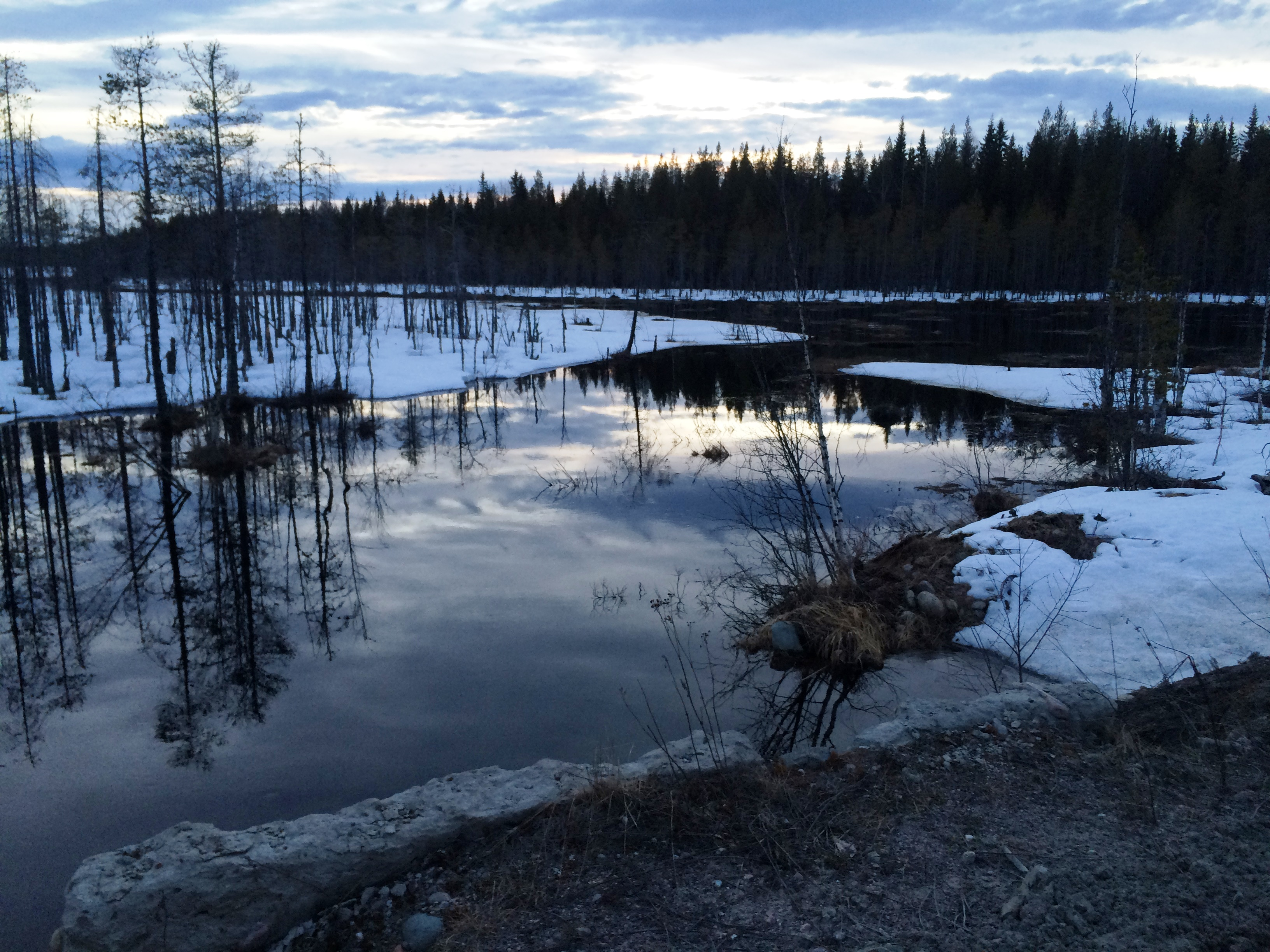
Вид с автомобильного моста против течения.

## Данные водного реестра
По данным государственного водного реестра России относится к Баренцево-Беломорскому бассейновому округу, водохозяйственный участок реки — реки бассейна Белого моря от западной границы бассейна реки Нива до северной границы бассейна реки Кемь, без реки Ковда. Речной бассейн реки — бассейны рек Кольского полуострова и Карелии, впадает в Белое море.
Код объекта в государственном водном реестре — 02020000712102000001691.